# Graanmolen van Eijsden
De Graanmolen van Eijsden is een watermolen in Laag-Caestert, een buurtschap bij het dorp Eijsden in de Nederlands Limburgse gemeente Eijsden-Margraten aan de Voer. Stroomafwaarts ligt in de buurtschap de Zaagwatermolen en verder stroomopwaarts ligt de Breustermolen aan de Voer.
De molen is een rijksmonument.

## Geschiedenis
Tot aan de Franse Tijd was de molen de banmolen van de heren van de heerlijkheid Eijsden. Rond 1840 kwam de Graanmolen in bezit van Hyacinth Richard Lamarche, die deze in 1857 wegens bouwvalligheid heeft afgebroken en herbouwd. De molen had toen een relatief klein en breed waterrad. Na enkele tientallen jaren werd de molen verbouwd tot middenslagmolen, maar vermoedelijk was de verbouwing geen succes, want het rad werd na enige tijd vervangen door een rad met een middellijn van 4 meter en een breedte van 0,9 meter.
Het gaanderwerk is uit gietijzer vervaardigd. Een van de drie aanwezige koppels kan ook elektrisch worden aangedreven. De Graanmolen is tot in de jaren 50 van de 20e eeuw in bedrijf geweest en is daarna in verval geraakt. In 1975 is begonnen met de restauratie, die vijf jaar in beslag nam.

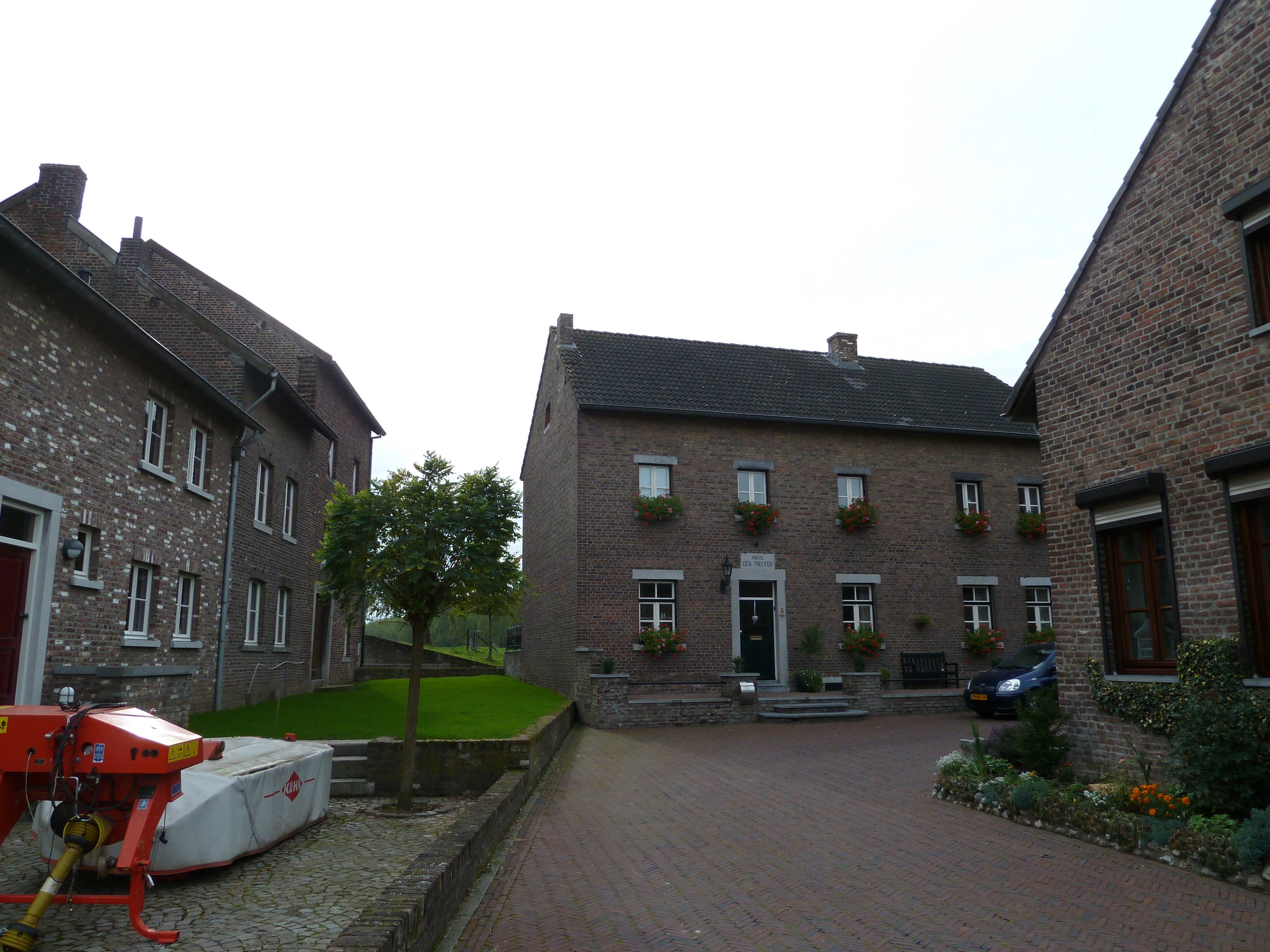
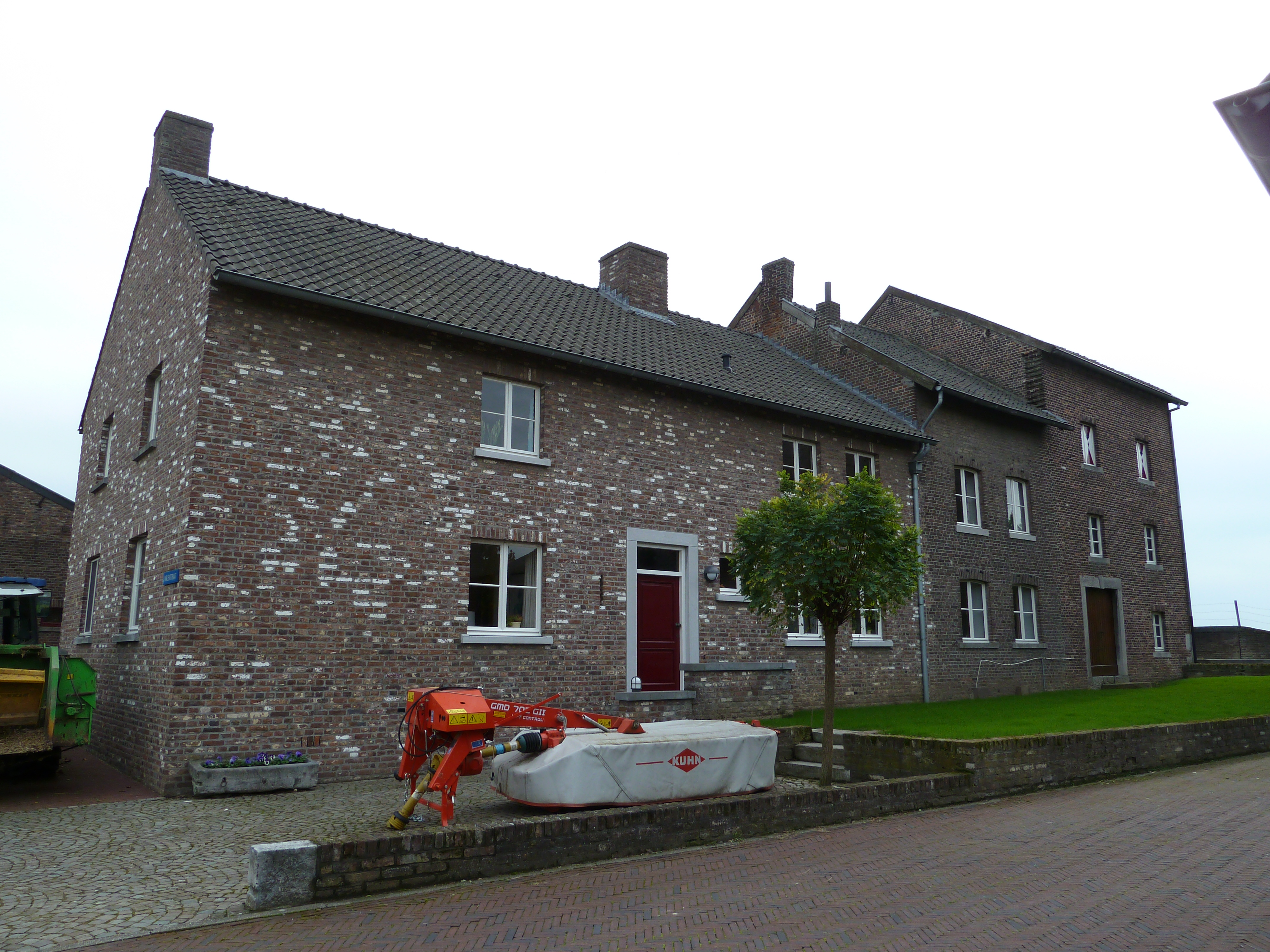
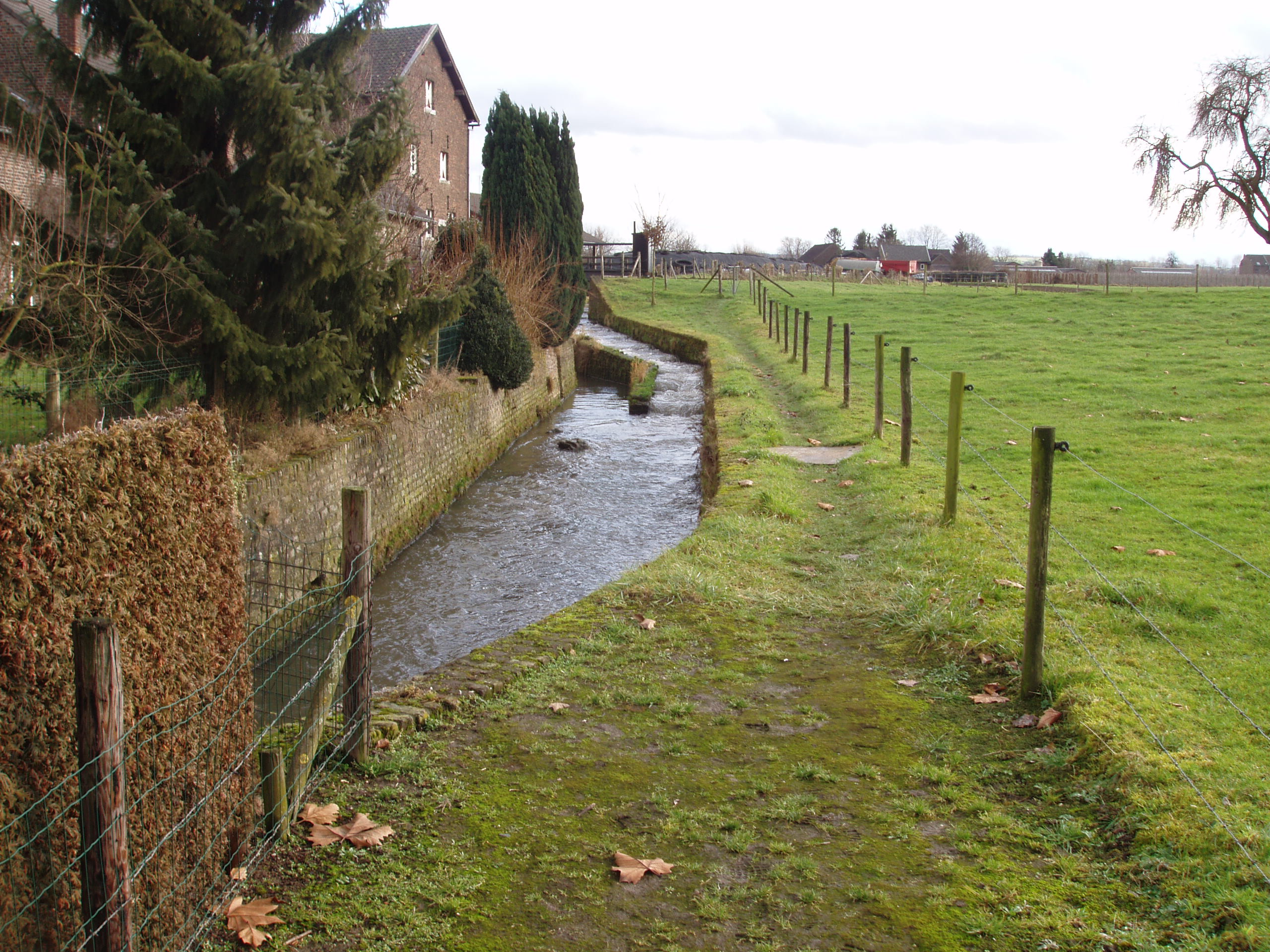
De Voer na de molen
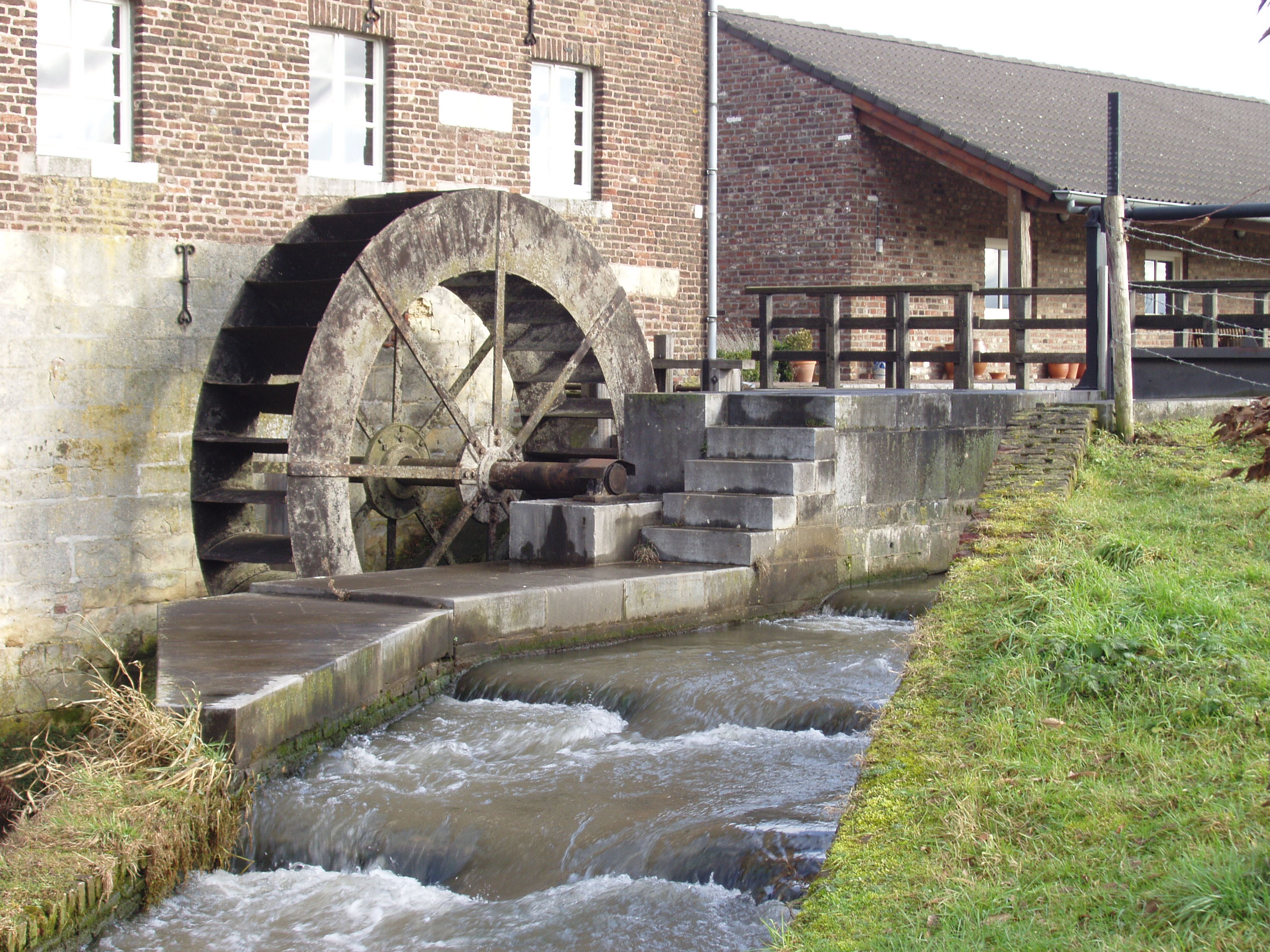
Het rad